# ニュー・ワールド・オーダー
ニュー・ワールド・オーダー（New World Order）は、かつてアメリカ合衆国のプロレス団体「WCW」と「WWF」、日本のプロレス団体「新日本プロレス」に登場したプロレスラーのユニット。略称はnWo（エヌ・ダブリュー・オー）。アメリカでは「nWo Tシャツ」を着た人が街中に溢れ、社会現象にまでなった。

## 概要

### WCW時代
1996年発足。結成当初のオリジナル・メンバーはハルク・ホーガン、スコット・ホール、ケビン・ナッシュ。
WWFよりホールとナッシュが引き抜かれ、5月27日に「WWFからの侵略者」としてホール、翌週にナッシュがマンデー・ナイトロに登場した。7月7日、PPVバッシュ・アット・ザ・ビーチでWCW正規軍のスティング&レックス・ルガー&ランディ・サベージvsアウトサイダーズ（スコット・ホール&ケビン・ナッシュ）、第3のメンバーは謎のまま試合が始まった。試合が混沌とし始めた中にハルク・ホーガンが登場。WCW正規軍を助けるのかと思いきや、リングインするなりサベージに必殺技のレッグドロップを放ちアウトサイダースに加勢。試合は無効試合となり、ホーガンが「これがニュー・ワールド・オーダー（新世界の秩序）だ。お前たち観客に媚びるのは止めた。お前たちはゴミだ!」などとマイクアピール。翌日のナイトロより、黒と白をテーマカラーとしたヒール軍団「nWo」が結成された。ストーリー上の設定はユニットではなく、WCWに敵対する「新団体」ということになっていた（これはエリック・ビショフ副社長が新日本プロレスとUWFインターナショナルの抗争を参考にしたためとされる）。
アウトサイダーズという名前は、自分達が名乗った名前ではなく、WWF在籍時のリングネームはスコット・ホールがレーザー・ラモン、ケビン・ナッシュがディーゼルという名前であったが、WCWに登場時には、そのリングネームがつかえないために『彼ら』という呼ばれ方をしており、その後、『WCW＝インサイダー』VS『彼ら＝アウトサイダー』という図式が生まれチーム名となっていった。
ユニット結成後、ホーガン、ホール、ナッシュの3人はプロモーションビデオを作成提供したが、それは真っ黒の画面に「the following Announcement Has been paid for by new world order.(この映像の放映権は我々ニュー・ワールド・オーダーが買収した。)」と言うフォントの後、モノクロ映像の中でメンバーが映し出されると言う物であった。ナッシュによるとこのアイデアは製作スタッフが発案し、「当時、俺とスコットはアウトサイダーズとして活動する数ヶ月間は大袈裟に演技せず、素のままでいこうと決めていた。ホーガンが撮影で昔のプロレスさながらに吠え続け、ありきたり過ぎて上手くいかない、もっと面白く出来るのにと思っていたところ、製作スタッフが『発言を断片的に用いて、映像をモノクロにすればいける。』と話した。」と語っている。
メンバーの係わる試合には必ず乱入し、倒した相手の背中に黒のスプレーで「nWo」と書くなど数々の暴挙を行う。8月10日にはホーガンがザ・ジャイアントを下してWCW王座を強奪、ベルトにもスプレーでnWoの文字を書いた。
眼を付けた選手に対してはメンバーTシャツを渡して勧誘。その他数々の斬新なコンセプトでヒールでありながら非常に高い人気を誇った。その後ランディ・サベージやザ・ジャイアントなどの元々WCWに在籍していたレスラーやWCW副社長であるエリック・ビショフ、NBA選手のデニス・ロッドマンまでもが加わり、プロレス界の一大ムーブメントとなった。あくまで団体という設定だったためにnWo主催の自主興行も行われている。nWoブームにより当時WCWとWWFで繰り広げられていたマンデー・ナイト・ウォーズでWWFを圧倒。一時はWWFを倒産寸前にまで追い込んだ。
WCWではWWEのビンス・マクマホンのような絶対的なボスが存在せず、選手の統制が全く取れていない組織だった。そのためヤラレ役をやらされない人気ユニットのnWoに入りたがる選手が続出し、nWoは20人近い大所帯となった。
1998年にnWo結成当初から続くホーガンとスティングの直接対決で、スティングがベルト奪取した事により、対立ストーリーが終了する。その後は、ホーガンとナッシュの不仲ストーリーが進展。アウトサイダーズのスコット・ホールはホーガン派となりチームは解散、ナッシュはコナンと脱退。その後レックス・ルガーが加入し、スティング、ランディ・サベージ、カート・ヘニングとメンバーも増員しnWoウルフパック（nWo Wolfpac）という赤と黒を基調にしたnWoが分裂誕生した。残ったメンバーはホーガンを中心としたnWoハリウッド（nWo Hollywood）となり、スコット・スタイナー等の新規メンバーも加入した。この頃からWCWのストーリーのマンネリ化と、WWFのアティテュード路線などにより徐々にマンデー・ナイト・ウォーズにおいて劣勢になる。
1999年1月に二つのnWoが合流、二軍nWoブラック&ホワイトも誕生したがしばらくしてストーリーから姿を消す。しかしビンス・ルッソーにより同年末にnWo2000として復活。メンバーはケビン・ナッシュ、スコット・ホール、ブレット・ハート、ジェフ・ジャレット、スコット・スタイナー、ハリスブラザーズ。しかしながらまとまりに欠ける部分があり長続きはせず2000年には消滅し、その後復活することはなく2001年3月のWCW消滅を迎えた。

### WWF時代
WWFへの登場は2002年である。当時のストーリーのメインであった、リック・フレアーとビンス・マクマホンの団体経営権を巡る抗争において、ビンスが「WWFを壊滅させる致死量の毒」としてnWo投入を宣言、2月17日のPPVノー・ウェイ・アウト（頭文字はNWO）にnWoオリジナルメンバーの3人（ホーガン、ホール、ナッシュ）が登場した。ホーガンはレッスルマニアX8でのザ・ロック戦敗戦後にフェイスターンしたことにより追放されたためメンバーは2人になったが、元メンバーのX-パック（シックス）、ビッグ・ショー（ザ・ジャイアント）らを次々に加入させて規模を大きくしていった。しかし同年5月にスコット・ホールがイギリスツアー中のトラブルにより解雇される。6月に入りブッカー・Tが加入。その一週間後にナッシュのかつての親友であるショーン・マイケルズが新メンバーとして加入。nWoに似合わないと判断しブッカー・Tを追放。これから反撃開始という7月にケビン・ナッシュが試合中に大腿四頭筋断裂という重傷を負ったために離脱、その翌週にはビンス・マクマホンが一方的に終結宣言をし、nWoのストーリーは打ち切られた。

### TNA時代（the BAND）
2010年1月、ホールとシックスがTNAに復帰し、ナッシュ、ホール、シックス・パックの3人によって再結成された。ただし、nWoとNEW WORLD ORDERの商標をWWEが所有していることから、ザ・バンド（the BAND）というユニット名を名乗った。シックス・パックが解雇されてからはエリック・ヤングを加入させて巻き返しを計るが、後にホールも6月に解雇され、ヤングはギミックを変えたためにユニットから脱退。8月にnWoウルフパック仕様のフェイスペイントを施したスティング、9月にはディアンジェロ・ディネロが加入し、TNA版フォー・ホースメンであるフォーチュンと、ホーガンとビショフ率いるインモータルの二大ユニットの抗争に割って入ろうとするも次第に出番はなくなり、the BANDは終焉を迎えた。
2019年12月、ハルク･ホーガン、スコット･ホール、ケビン･ナッシュ、X-パックのメンバーで2020年度のWWE殿堂入りが決定した。

## メンバー

### nWo（オリジナル）
- ハリウッド・ホーガン
- ケビン・ナッシュ
- スコット・ホール
- ランディ・サベージ&ミス・エリザベス（英語版）（マネージャー）
- ザ・ジャイアント
- ブライアン・アダムス
- スコット・ノートン
- シックス
- バフ・バグウェル
- スコット・スタイナー
- nWoスティング
- カート・ヘニング
- マイケル・ウォールストリート
- コナン
- ザ・ディサイプル
- ビッグ・ババ・ロジャース
- デニス・ロッドマン（NBA選手）
- リック・ルード（ヘニングのマネージャー）
- テッド・デビアス（後援者）
- ヴィンセント（デビアスのボディーガード）
- ダスティ・ローデス（WCWプロデューサー）
- エリック・ビショフ（WCW副社長）
- ニック・パトリック（nWo専属レフェリー）

### nWo JAPAN
- 蝶野正洋
- 武藤敬司（WCW参戦時はグレート・ムタ）
- 天山広吉
- 小島聡
- ヒロ斉藤
- スコット・ノートン
- nWoスティング
- ブライアン・アダムズ
- ビッグ・タイトン
- マイケル・ウォールストリート
- 辻よしなり

### nWoウルフパック
- スティング
- ケビン・ナッシュ
- レックス・ルガー&ミス・エリザベス（マネージャー）
- ランディ・サベージ
- コナン
- ディスコ・インフェルノ

### nWoハリウッド
- ハリウッド・ホーガン
- スコット・ホール
- ザ・ジャイアント
- スコット・スタイナー
- バフ・バグウェル
- カート・ヘニング
- ブライアン・アダムズ
- スコット・ノートン
- ヴィンセント
- スティービー・レイ
- ホーレス・ホーガン（英語版）（ハルク・ホーガンの甥）

### nWo（再結成）
- ハリウッド・ホーガン
- スコット・ホール
- ケビン・ナッシュ
- レックス・ルガー&ミス・エリザベス（マネージャー）
- スコット・スタイナー
- バフ・バグウェル
- ディスコ・インフェルノ

### nWoブラック&ホワイト
- ホーレス・ホーガン
- カート・ヘニング
- スティービー・レイ
- スコット・ノートン
- ブライアン・アダムズ
- ヴィンセント

### nWo 2000
- ブレット・ハート
- ケビン・ナッシュ
- スコット・ホール
- ジェフ・ジャレット
- スコット・スタイナー
- ロン・ハリス
- ドン・ハリス

### nWo（WWE）
- ハリウッド・ハルク・ホーガン
- ケビン・ナッシュ
- スコット・ホール
- X-パック
- ビッグ・ショー
- ブッカー・T
- ショーン・マイケルズ

### the BAND
- ケビン・ナッシュ
- スコット・ホール
- シックス・パック
- エリック・ヤング
- スティング
- ディアンジェロ・ディネロ

## 派生およびパロディ
ロゴをあしらったTシャツはデザインのよさとTシャツを渡してメンバーを勧誘する儀式からプロレス界を超えた人気を呼び、90年代後半頃ファッションとしても流行した。
nWoというプロレスユニットの形態は、WCWのみならず他団体へも大きな影響を与えた。日本では当時WCWと業務提携関係にあった新日本プロレスにおいて、蝶野正洋・天山広吉らが「nWoジャパン」を結成し、後に武藤敬司らも参加して一大ムーブメントを巻き起こした。蝶野と武藤（ムタ）はWCWの大会にも参戦しており、WCW側からの選手派遣も行われている。同チームはその後、WCWと新日本プロレスの業務提携解消に伴い前年にnWoを脱退した蝶野によって結成された「TEAM 2000」に吸収されている。
WCWでも、エディ・ゲレロを中心としたlWo（ラティーノ・ワールド・オーダー）というユニットも誕生している。
WWEではランディ・オートンがnWoのロゴをモチーフに「rKo」とプリントされたTシャツを着用している。
メキシコにおいてはAAAで「LLL（Lucha Libre Latina）」が人気を博す。
ECWにおいては、パロディユニットであるbWo（ブルー・ワールド・オーダー）が人気を博した。
JCWではWCWで活動していたハードコア・ヒップホップ・デュオのICPを中心にし、オリジナルnWoメンバーであったケビン・ナッシュとスコット・ホール、Xパックが所属している。
日本でも大日本プロレスにおいて、hWo（北海道・ワールド・オーダー）なるパロディユニットが登場している。
全日本プロレスでは、泉田純が黒のバックカラーに白字で「PWF」とnWoロゴチックな顔ペイントで登場したことがある。
DDTプロレスリングでは2007年1月28日にプリンス・トーゴー率いる「aWo」（アロハ・ワールド・オーダー）が登場している。また、nWoとWJプロレスをモチーフとした「nWJ」（new World Japan）なるユニットも誕生している。
NEO女子プロレスでは、ホリプロ女子プロレス軍団が中心となった「nEo」が登場している。
WRESTLE-1では、征矢学を中心としたニュー・ワイルド・オーダーが活動している。
ゆでたまご作『キン肉マンII世』でも敵陣営の組織名として「dMp」（デーモン・メイキング・プラント）が登場した（ロゴもnWoのものとそっくり）。
『ボキャブラ天国』では海砂利水魚（現：くりぃむしちゅー）がnWoをモデルにした「bAd」なるヒール軍団を結成したことがある。メンバーは海砂利水魚、X-GUN、アンタッチャブル、アリtoキリギリス（後に脱退）。
『ウッチャンナンチャンのウリナリ!!』で人気を誇ったユニット「ブラックビスケッツ」は、名称こそnWoを踏襲していないものの、ポケットビスケッツの敵として誕生したいきさつや、南原清隆が演じたリーダー・南々見狂也のメイクや立ち振る舞いが明らかに蝶野を意識していたこと、天野ひろゆきも「天山（あまざん）」として牛の角付きマスクをつけて登場していたことなど、nWoジャパンに強く影響されたと思われる部分があった。
『リングの魂』にて江頭2:50がnWo（Nanchan World Owarai=ナンチャン・ワールド・お笑い）を結成（その他構成員は番組日のみの参加）しTシャツもパロって着用していた。